# Raymond Sigurd Fredriksen
Pour les articles homonymes, voir Fredriksen.
Raymond Sigurd Fredriksen, dit aussi Sigurd Fredriksen, né le 11 septembre 1907 à Courbevoie et mort le 10 juin 1986 à Argenteuil, est un peintre français.

## Biographie
Il naît en région parisienne le 11 septembre 1907 de Fredrik Fredriksen, norvégien installé comme tailleur à Courbevoie, et de Alice Turlot.
Il expose au Salon d'Hiver en 1949. Il est alors domicilié 20, rue des Pyramides (Paris, 1er).

## Œuvres
- La pointe du sémaphore, 1934[1]
- Péniche, 1937
- Au jardin
- Jésus au lac de Tibériade, évangile selon Saint Luc, 1937
- Abbaye de Solesme
- Bord de mer animé, 1934
- Paysage aux cheveaux, 1934
- Paysage de Liognolles